# Lightning Bolt
För albumet av gruppen Pearl Jam, se Lightning Bolt (album av Pearl Jam).
Lightning Bolt är en noiserock-duo från Providence i Rhode Island, USA, bestående av Brian Chippendale på trummor (och ibland sång) och Brian Gibson på elbas. Bandet, som skapades 1994, har rötter i Rhode Island School of Design - precis som Talking Heads - samt Fort Thunder. Från början var Hisham Bharoocha med på gitarr och sång, men han hoppade av 1996 och gick med i Black Dice på trummor istället.

## Ljudbild
De har ett väldigt speciellt sound. Chippendale har en väldigt udda trumsetsuppsättning och han spelar väldigt snabbt och energiskt. Gibson stämmer sin elbas som en cello och har bytt ut den ljusaste strängen mot en ljus banjosträng. Han använder en uppsjö av effekter och distorsion - något som Chippendale även gör på sin telefonlurspick-up, vilken han sjunger i medan han håller den i munnen eller har den fäst i en av sina märkliga, färgglada masker. Detta gör det väldigt svårt att höra vad han sjunger, men bandets låtar är oftast instrumentala.
Lightning Bolt är väldigt kända för sina guerillagig, vilket innebär att de spelar på ställen som inte är avsedda som scener. Det kan vara alltifrån folks kök inför tre personer till gymnastiksalar inför ett betydligt större antal och mer därtill. Dessa spelningar blir väldigt vilda då bandet inte har någon egentlig scen, utan riggar upp sin utrustning där det passar och kör mitt på golvet medan publiken trängs tätt omkring och "moshar" (puttas, dansar energiskt, slåss, och så vidare).

## Diskografi

### Studioalbum
- Lightning Bolt (Load) (1999)
- Zone (Load) (1999)
- Ride the Skies (Load) (2001)
- Wonderful Rainbow (Load) (2003)
- Hypermagic Mountain (Load) (2005)
- Earthly Delights (Load) (2009)
- Fantasy Empire (2015)
- Sonic Citadel (2019)